# Alpha Classics
Alpha Classics is een Belgisch platenlabel voor klassieke muziek. Het werd in 1999 in Frankrijk opgericht door Jean-Paul Combet onder de naam "Alpha Productions". Het label werd en wordt vaak kortweg aangeduid als "Alpha". Het werd in 2011 overgenomen door Outhere Music, een Belgische maatschappij onder leiding van Charles Adriaenssen. In 2015 werd de naam gewijzigd in "Alpha Classics". Alpha Classics nam ook het label Zig-Zag Territoires op.
Sublabels van Alpha zijn: "Les Chants de la Terre", "Ut Musica Poesis" en "Ut Pictura Musica".

Artiesten die onder het Alpha-label hebben opgenomen zijn:
- Lucien Goethals, componist
- Guido Morini, piano
- Arthur Schoonderwoerd, piano(-forte)
- Quatuor Ebène, strijkkwartet
- Johannette Zomer, sopraan
- Le Poème Harmonique, muziekensemble